# ABCA9
ABCA9‏ (ATP binding cassette subfamily A member 9) هوَ بروتين يُشَفر بواسطة جين ABCA9 في الإنسان.